# Astragalus gilviflorus
Espèce
Astragalus gilviflorus est une espèce de plantes de la famille des Fabacées.